# Seigneurie du Sault-Saint-Louis
Pour les articles homonymes, voir Saint-Louis.
1680
La seigneurie du Sault-Saint-Louis est une seigneurie créée lors de la colonisation française en Nouvelle-France en 1680. Elle correspond territorialement à la partie est de la municipalité régionale de comté de Roussillon sur la Rive-Sud de Montréal au Québec.

## Géographie
Le territoire de la seigneurie du Sault-Saint-Louis correspond aux municipalités actuelles de Sainte-Catherine, Saint-Constant, Delson, Candiac et une partie de Saint-Philippe dans la partie est de la municipalité régionale de comté (MRC) de Roussillon, ainsi qu'à une partie de Saint-Mathieu dans la MRC voisine des Jardins-de-Napierville, au nord-est du Suroît en Montérégie. Elle peut recouvrir une partie de la réserve indienne de Kahnawake. Elle s'insère entre la seigneurie de la Prairie-de-la-Madeleine au nord-est, existant depuis 1647, la seigneurie de Châteauguay, déjà concédée en 1673 et la seigneurie de La Salle, créée beaucoup plus tard en 1750.
La seigneurie s'étend sur la rive droite du fleuve Saint-Laurent entre les Rapides de Lachine, appelés alors le sault Saint-Louis, et la limite de la Prairie-de-la-Madeleine (actuelle La Prairie). Le territoire couvre une superficie de deux lieues de front sur deux lieues de profondeur. Il est arrosé par la rivière de la Tortue et la rivière Saint-Régis, affluents du Saint-Laurent.

## Histoire
En 1676, les Iroquois implantent un village à l'embouchure de la rivière du Portage (actuelle rivière Saint-Régis), à l'emplacement de l'actuel hôtel de ville de Sainte-Catherine et lui donne le nom de Kahnawake. En 1680, la seigneurie du Sault-Saint-Louis est concédée aux Jésuites. En 1717, un brevet de concession est accordé aux Iroquois du Sault-Saint-Louis. En 2005, les Mohawks de Kahnawà:ke revendiquent le territoire de l'ancienne seigneurie.